# Müllers honingvogel
Müllers honingvogel (Dicaeum pectorale) is een zangvogel uit de familie Dicaeidae (bastaardhoningvogels). Het is een endemische vogelsoort in Nieuw-Guinea. De Nederlandse naam verwijst naar de soortauteur Salomon Müller, deelnemer aan de expeditie naar Nieuw-Guinea in 1828. Hij verzamelde toen zelf deze vogel en vermeldde in zijn beschrijving uit 1843 "in het hooge bosch te Lobo..." (Tritonbaai).

## Kenmerken
De vogel is 9 cm lang en weegt 7 tot 8 g. Het mannetje van de ondersoort D. p. pectorale (de nominaat) is overwegend licht olijfkleurig grijsgroen met een beetje geel op de stuit en grijze wangen. Kenmerkend zijn de witte keel en daaronder een rode borst en een gelig witte buik, anaalstreek en onderstaartdekveren. De snavel en de poten zijn donkerbruin bijna zwart. Het vrouwtje mist de rode vlek. De ondersoort op Gebe is iets donkerder olijfkleurig van boven en minder gelig van onder en heeft gemiddeld langere vleugels en snavel.

## Verspreiding en leefgebied
Deze soort telt twee ondersoorten:
- D. p. ignotum: Gebe (West-Papoea).
- D. p. pectorale: westelijke eilanden van Nieuw-Guinea (Waigeo, Batanta, Salawati en Misool en niet Gebe) en het noordwesten van het hoofdeiland Nieuw-Guinea vanaf de "nek" van Vogelkop.

Het leefgebied bestaat uit natuurlijk bos tot op 1500 m boven zeeniveau, waar de vogel vooral verblijft in de boomkronen..

## Status
Müllers honingvogel heeft een groot verspreidingsgebied en daardoor is de kans op de status kwetsbaar (voor uitsterven) gering. De grootte van de wereldpopulatie is niet gekwantificeerd, de soort gaat echter in aantal achteruit door habitatverlies. Het tempo van achteruitgang ligt waarschijnlijk onder de 30% in tien jaar (minder dan 3,5% per jaar). Om deze redenen staat de vogel als niet bedreigd op de Rode Lijst van de IUCN.